# 艾莉安·鮑爾
艾莉安·鮑爾（Elyane Boal，1998年4月26日—）是一名維德角體操運動員，專攻韻律體操項目。她曾代表維德角參加2015年世界韻律體操錦標賽。

## 外部連結
- FIG